# Сеятель (Донецкая область)
Сеятель (укр. Сіятель) — село на Украине, находится в Амвросиевском районе Донецкой области. Находится под контролем самопровозглашенной Донецкой Народной Республики.

## География
Село расположено на реке под названием Крынка.

#### Соседние населённые пункты по странам света
С: —
СЗ: Малая Шишовка
СВ: Свистуны
З: Новопетровское, Благодатное (все выше по течению Крынки)
В: —
ЮЗ: Котовского, Новоклиновка (все выше по течению Крынки)
ЮВ: Великое Мешково, Овощное, Красный Луч, Рубашкино, Карпово-Надеждинка (все ниже по течению Крынки)
Ю: Новоамвросиевское, город Амвросиевка

## Население
Население по переписи 2001 года составляло 55 человек.

## Общая информация
Код КОАТУУ — 1420682010. Почтовый индекс — 87330. Телефонный код — 6259.

## Адрес местного совета
87330, Донецкая область, Амвросиевский район, с. Благодатное, ул.Ленина, 26